# Gabriel Marcel (bibliothécaire)
Pour les articles homonymes, voir Marcel et Gabriel Marcel (homonymie).
Gabriel-Alexandre Marcel, né à Paris le 7 avril 1843 et décédé à Neuilly le 26 janvier 1909, est un historien de la géographie et un bibliothécaire français.

## Biographie
Gabriel Marcel entre en 1868 à la Bibliothèque nationale où il effectue toute sa carrière ; d’abord, comme attaché au département des Imprimés de la Bibliothèque nationale de France, puis comme bibliothécaire principal (1888) et conservateur à la section des Cartes et plans. En 1881, il succède à Eugène Cortambert et devient conservateur adjoint, chef de la section des Cartes et plans, mandat qu’il conserva jusqu’à sa mort en 1909. On lui connaît aussi une charge d’enseignant de géographie commerciale à l’Association philotechnique de 1877 à 1879.
Il est inhumé au cimetière du Père-Lachaise (91e division).

### Conservateur adjoint de la section des Cartes et plans
Erudit, curieux, laborieux selon Henry Vignaud, Gabriel Marcel a dirigé la section des Cartes et plans dans l’esprit des premiers directeurs, Jomard et Cortembert. Comme eux, il attachait une grande importance à enrichir les collections par des achats judicieux – souvent avec l’aide de généreux mécènes –, à développer des recherches et à publier sous la forme de fac-similé des recueils de cartes anciennes. Il réalisa l’exposition du quatrième centenaire de la découverte de l’Amérique en 1892. Il souhaitait réaliser la publication d’un catalogue pour faciliter les études relatives à l’histoire de la géographie, mais la mort le surprit en pleine activité au milieu des collections cartographiques.
Il fait partie des cofondateurs de la Société des américanistes de Paris.

### Contributions scientifiques
Il avait représenté le gouvernement français à Huelva en 1892 au moment de la célébration du 4e centenaire de la découverte de l’Amérique. En 1899, le gouvernement lui confie la tâche de rassembler la documentation géographique qui pourra servir à faire reconnaître les droits de la France dans la difficile question des frontières entre la Guyane et le Brésil qui sera soumise à la Suisse.
Il reçut de nombreuses décorations, était membre de la commission centrale de la Société de géographie qu’il présida un temps et vice-président du Comité des travaux historiques et scientifiques.

## Principales publications
(mai 2022).
- L'immigration aux États-Unis, Paris : Guillaumin, 1874 (Extrait du "Journal des économistes", 15 février 1874).
- Autour du monde. Inde, Chine, Japon, Californie, Amérique du Sud, par A. D. Carlisle (ouvrage traduit et extrait de l'anglais par Gabriel Marcel), Paris : Librairie géographique, 1876.
- Un français en Birmanie : ouvrage rédigé sur ses notes de voyage, par le Cte A. Mahé de La Bourdonnais et complété par Gabriel Marcel, [2e éd.], Paris : P. Ollendorff, 1884.
- Documents pour l'histoire des colonies françaises. II, Le surintendant Fouquet vice-roi d'Amérique, Paris : C. Delagrave, 1885 (Extr. de : la "Revue de géographie").
- Note sur une carte catalane de Dulceri antérieure à l'atlas catalan de 1375, Paris : Société de Géographie, 1887.
- Un bénédictin géographe : D. Guillaume Coutans, Paris : E. Leroux, 1888 (Extrait du "Bulletin de géographie historique et descriptive", 1888, n° 1).
- La Pérouse, récit de son voyage, expédition envoyée à sa recherche. Le capitaine Dillon, Dumont d'Urville, reliques de l'expédition. Edition du centenaire, Paris : Librairie illustrée, (1888).
- Notice des objets exposés dans la section de géographie [Texte imprimé] : exposition, Paris, Bibliothèque nationale, mai 1889, Paris : G. Chamerot, 1889.
- Les Portugais dans l'Afrique australe : le Tchambèze, source du Congo, découvert par les Portugais en 1796, Paris : C. Delagrave, 1890 (Extrait de la "Revue de géographie").
- Dépôt des fortifications des colonies. Inventaire des mémoires, cartes et plans existant audit dépôt sur l'Amérique septentrionale, depuis les Florides jusqu'à la baie d'Hudson, Paris, (v. 1892).
- À propos de la Carte des chasses, Paris : C. Delagrave, 1897 (Extrait de la "Revue de géographie").
- Les corsaires français au XVIe siècle dans les Antilles, Paris : E. Leroux, 1902 (Extrait du "Compte rendu du congrès international des Américanistes", Paris, 1900).
- Une carte de Picardie inconnue et le géographe Jean Jolivet, Paris : Impr. nationale, 1902 (Extrait du "Bulletin de géographie historique et descriptive", n° 2, 1902).
- Le Plan de Bâle et Olivier Truchet, Nogent-le-Rotrou : Impr. de Daupeley-Gouverneur, 1902 (Extrait du "Bulletin de la Société de l'histoire de Paris et de l'Île-de-France", t.XXIX, 1902).
- Un texte ethnographique inédit du XVIIIe siècle, [Paris] : au siège de la société, 1904 (Extrait du "Journal de la Société des américanistes de Paris", nouvelle série, t. Ier, n° 2).
- Christophe Colomb devant la critique. La jeunesse de l'amiral, Paris : G. Masson, (1905).

Source: Comité des travaux historiques et scientifiques .